# Siergiej Kolesnikow (judoka)
Siergiej Wiktorowicz Kolesnikow (ros. Сергей Викторович Колесников, ur. 28 sierpnia 1968) – rosyjski judoka. Olimpijczyk z Atlanty 1996, gdzie zajął 33. miejsce w wadze lekkiej.
Uczestnik mistrzostw świata w 1995. Startował w Pucharze Świata w latach 1993, 1995 i 1996. Trzeci na mistrzostwach Europy w drużynie w 1993. Mistrz Europy juniorów w 1988. Wicemistrz Rosji w 1994 i 1995; trzeci w 1992 i 1993 roku.

## Letnie Igrzyska Olimpijskie 1996
| Konkurencja | Eliminacje             | Klas. końcowa |
| Konkurencja | Przeciwnik I           | Miejsce       |
| ----------- | ---------------------- | ------------- |
| 71 kg       | Danny Kingston (GBR) P | 33.           |